# Diário Catarinense
Diário Catarinense (« Quotidien de Santa Catarina » en français) est un quotidien brésilien de l'État de Santa Catarina, publié au format tabloïd. Fondé le 5 mai 1986, il s'agit actuellement du journal au plus important tirage de l'État. Son siège se situe à Florianópolis. Sa création a été coordonnée par Maurício Sirotsky Sobrinho (pt).
Surnommé DC, il est édité par le groupe Rede Brasil Sul de Comunicação (RBS), qui édite également d'autres journaux dans le Sud du Brésil et produit des émissions de télévision pour Rede Globo dans les États du Rio Grande do Sul et de Santa Catarina.
Il s'agit du premier journal à avoir été informatisé en Amérique du Sud et le premier à proposer des photos en couleur dans l'État de Santa Catarina. Son principal concurrent dans l'État est A Notícia. Vendu à l'origine au prix de 0,25 R$, il est avant tout destiné aux classes populaires.
En 2019, en butte à des difficultés de diffusion de son édition sur papier, ce périodique passe à une fréquence hebdomadaire et met aussi davantage l'accent sur sa diffusion numérique,,.